# Harpactea vagabunda
Harpactea vagabunda là một loài nhện trong họ Dysderidae.
Loài này thuộc chi Harpactea. Harpactea vagabunda được miêu tả năm 1991 bởi Dunin.